# Uncinia rubrovaginata
Uncinia rubrovaginata är en halvgräsart som beskrevs av Bruce Gordon Hamlin. Uncinia rubrovaginata ingår i släktet Uncinia och familjen halvgräs. Inga underarter finns listade i Catalogue of Life.